# 圣阿韦坦
圣阿韦坦（法語：Saint-Avertin，法語發音：[sɛ̃.t‿avɛʁtɛ̃] ⓘ），法国中西部城市，中央-卢瓦尔河谷大区安德尔-卢瓦尔省的一个市镇，隶属于图尔区，其市镇面积为13.25平方公里，2022年1月1日时人口数量为15,075人，是该省人口第五多的市镇，在法国城市中排名第650位。
圣阿韦坦位于安德尔-卢瓦尔省中部，谢尔河左岸，是省会图尔的一个近郊卫星城。

## 地名来源
根据当地官方网站的论述，“Saint-Avertin”一名出自道士“Aberdeen”，他曾在圣阿韦坦境内生活。“Saint-Avertin”自1371年起成为当地官方名称。
法国大革命期间，圣阿韦坦曾被更名为“Vançay”。

## 历史
圣阿韦坦的早期历史尚不清楚。根据当地官方网站的论述，在古典时期，圣阿韦坦境内出现了一座名为“Venciacum”的聚落。中世纪时，圣阿韦坦长期为一处普通村落，其境内曾出现采石场，石材被用于修建图尔主教座堂。12世纪时，圣阿韦坦被设立为一处堂区，当地还出现了葡萄酒种植园。法国大革命后，圣阿韦坦成为安德尔-卢瓦尔省的一个市镇。自20世纪以来，得益于图尔的城市扩张，圣阿韦坦境内兴建了多处居民区，当地人口数量逐年增加。
在行政区划方面，圣阿韦坦在1982至2015年间曾为圣阿韦坦县的县治。

## 地理

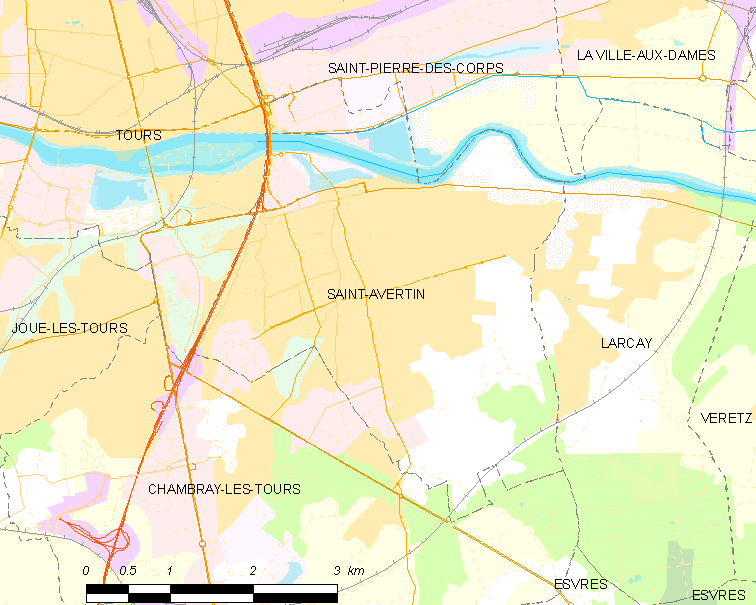
圣阿韦坦市镇范围地图

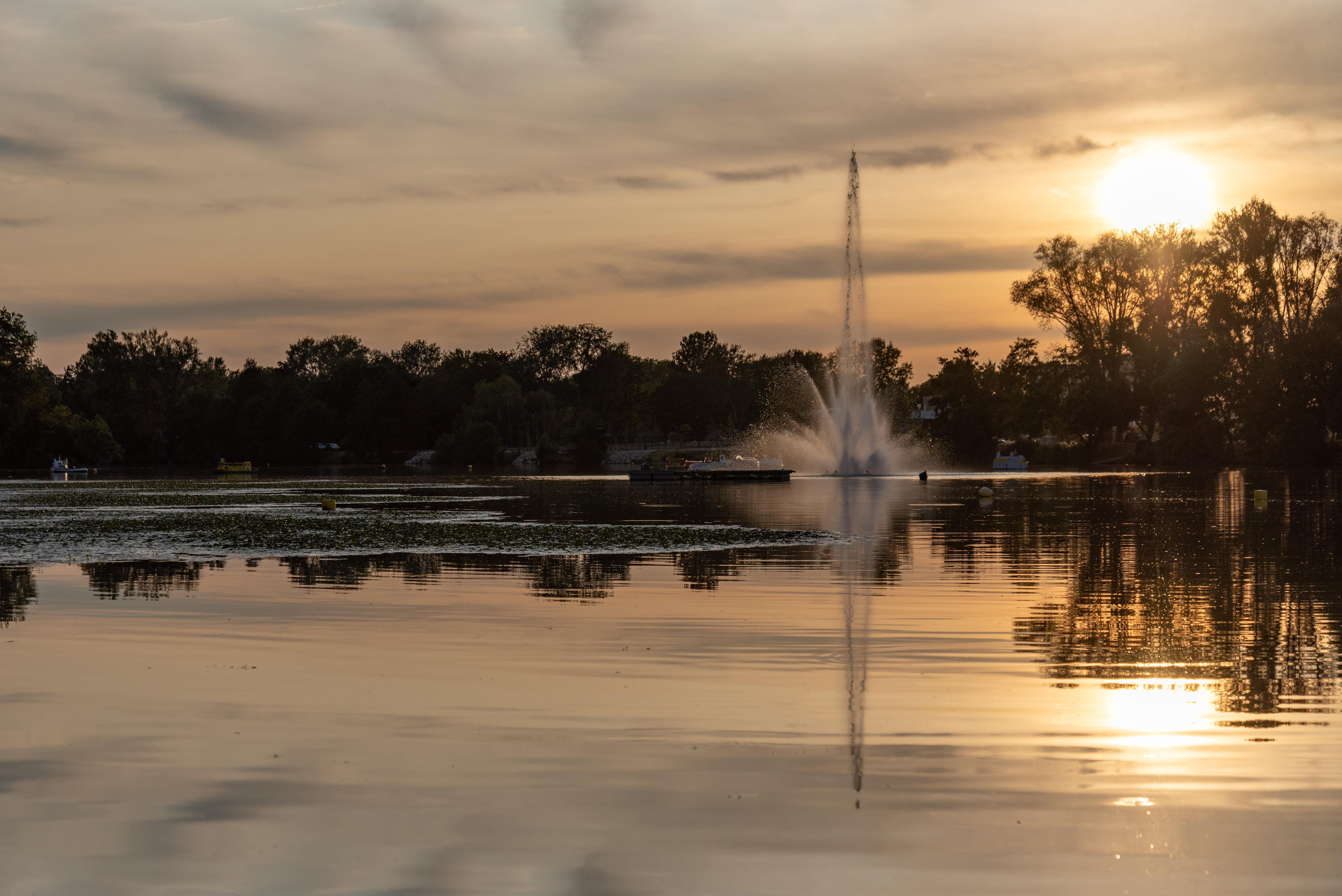
谢尔河左岸的圣阿韦坦湖

圣阿韦坦位于法国中西部，中央-卢瓦尔河谷大区西部和安德尔-卢瓦尔省中部，距离省会图尔大约5公里。与圣阿韦坦接壤的市镇包括：图尔、圣皮埃尔代科尔、茹埃莱图尔、尚布赖莱图尔和拉尔赛。

### 地形
圣阿韦坦位于谢尔河谷左岸，境内以平原为主，市镇中心位于一处地势较为平坦的台面地带，靠近谢尔河的地带起伏明显，全境海拔在46到98米之间。

### 水文
谢尔河干流自东向西流经市镇北界，其左岸有一处河流裁弯取直后形成的湖泊，其周边及河心岛经人工改造成为一处休闲绿地。

### 植被
圣阿韦坦属于温带阔叶混交林区，林地主要分布于河谷地带，谢尔河左岸的牛轭湖湖心岛被开辟为河岸花园（Jardin des Rives），市区东南部为勒尚特尔树林（Bois au Chantre）。
在鲜花城市的评比中，圣阿韦坦被评为3星级鲜花城市。

### 气候
圣阿韦坦在柯本气候分类法中属于温带海洋性气候（Cfb）。

## 行政区划
圣阿韦坦的市镇编号为37208，邮政编号为37550。
在行政管理方面，圣阿韦坦隶属于法国中央-卢瓦尔河谷大区安德尔-卢瓦尔省图尔区；在地方选举方面，圣阿韦坦隶属于圣皮埃尔代科尔县，其市镇范围全境被划入安德尔-卢瓦尔省第三选区；在社会管理方面，圣阿韦坦是图尔-卢瓦尔河谷都会区的组成部分。
截至2024年3月，圣阿韦坦市镇范围内暂无任何城市敏感街区及城市政策优先街区。
法国国家统计与经济研究所（简称）在进行数据统计时，将圣阿韦坦及相邻的另外37个市镇设为图尔城市核心区，并将包括核心区在内的周边共79个市镇划为图尔城市区。自2020年起，图尔城市区被包含162个市镇的图尔城市辐射区代替。此外，还将圣阿韦坦市镇分为了7个“块区”（IRIS），以便于统计人口分布情况。

## 交通

### 公路
A10高速公路经过圣阿韦坦西界并设有22号出入口可连接市区；安德尔-卢瓦尔省省道D976线沿谢尔河左岸穿越圣阿韦坦。中央-卢瓦尔河谷大区城际客运（商业名称为“Rémi”）下属的安德尔-卢瓦尔省城际客运D线经停圣阿韦坦，可前往布莱雷及沿途各市镇。
2020年，85.4%的圣阿韦坦家庭拥有至少一辆私人汽车。2021年，圣阿韦坦境内共发生各类交通事故22起，造成23人受伤，其中1人重伤。
| 22 | 1 |

| 图尔 | 5.5 |

| 圣皮埃尔代科尔 | 4.2 |

| 布莱雷 | 21 |

### 铁路

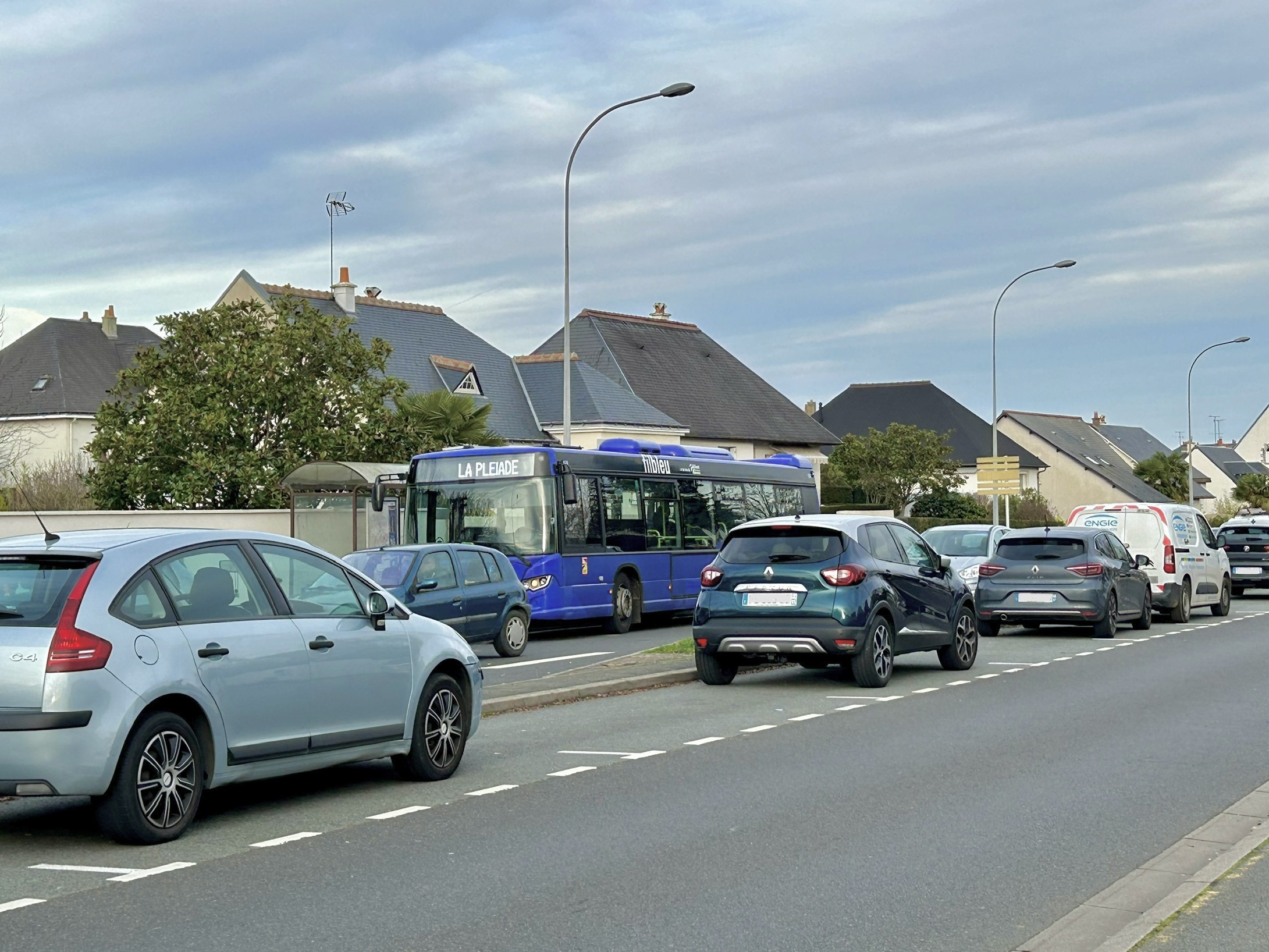
途径圣阿韦坦的一辆3a路公共汽车

距离圣阿韦坦最近的客运铁路车站为公里外的圣皮埃尔代科尔站，该站停靠前往巴黎、斯特拉斯堡、里尔、蒙彼利埃、波尔多、普瓦捷等地的高速列车，前往南特、里昂方向的城际列车，以及前往奥尔良、讷韦尔、勒芒等地的区域列车。

### 航空
圣阿韦坦距离图尔-卢瓦尔河谷机场的公路里程大约9公里。

### 城市公共交通
圣阿韦坦是图尔城市公共交通（商业名称为“Fil Bleu”）的服务范围，后者是图尔-卢瓦尔河谷都会区的城市公共交通系统。截至2024年3月，该系统共包括一条有轨电车线路和数十条公交线路，其中图尔公交3a路、10路、19路、35路和36路经过圣阿韦坦市区。

## 政治

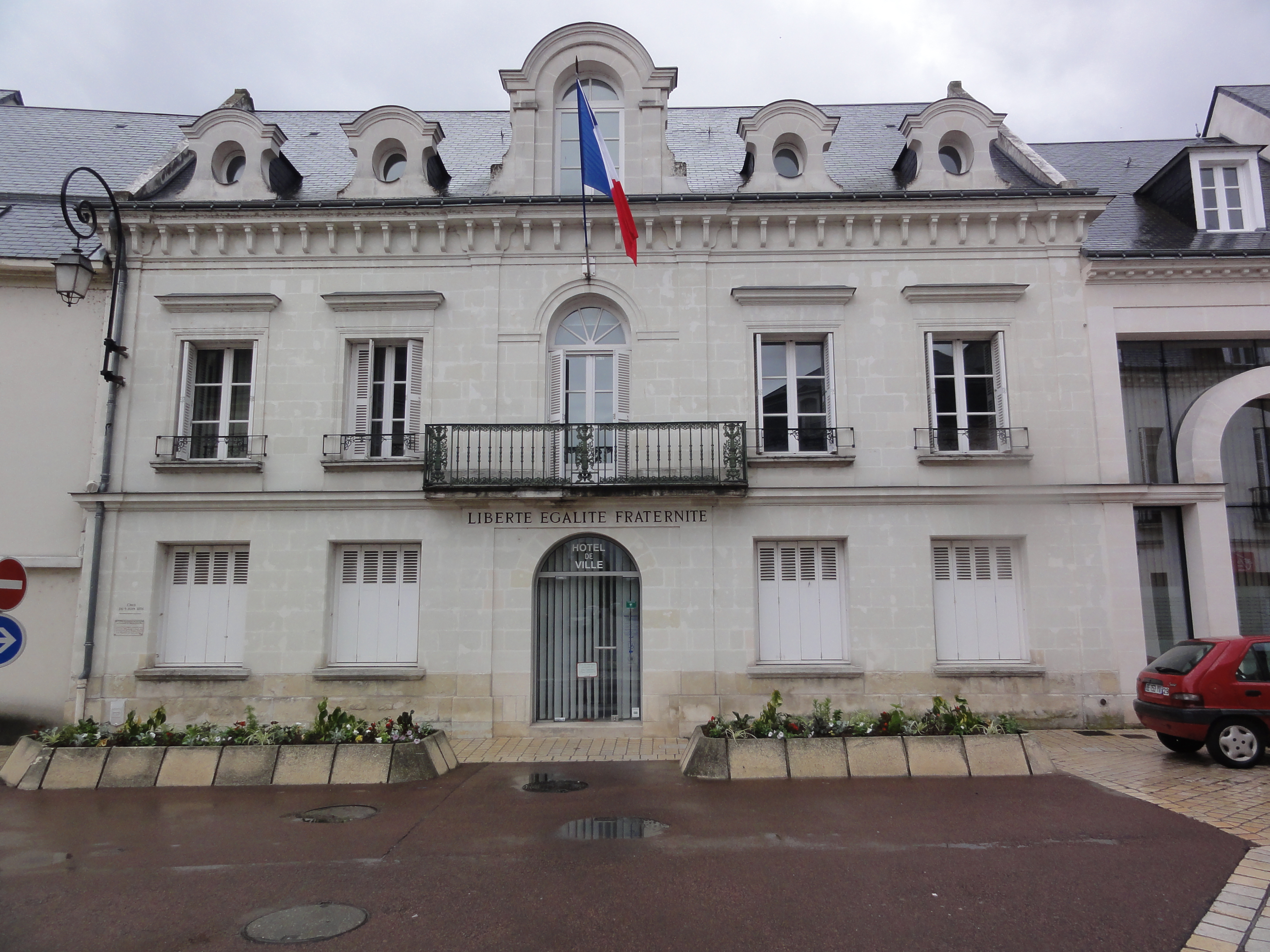
圣阿韦坦市政厅

圣阿韦坦的现任市长为洛朗·雷蒙先生（Laurent RAYMOND），他是一名右翼无党派人士，在2020年的市政选举中获得了71.82%的支持率。
在2022年的法国总统大选的第二轮选举中，法国第25任总统埃马纽埃尔·马克龙在圣阿韦坦获得了74.08%的支持率。

## 人口
2021年，圣阿韦坦市镇人口数量为15,000，在法国排名第650位。其中男性7,314人，女性7,761人，75岁及以上人口占10.7%，外籍人口数量为468人，人口密度为1,132人/平方公里，当地居民被称为（男性）或（女性）。2022年，圣阿韦坦境内出生100人，死亡人口144人。
| 圣阿韦坦1901年－2021年人口变化情况 |
|                                    |
| 数据来源：Cassini、INSEE           |

## 经济

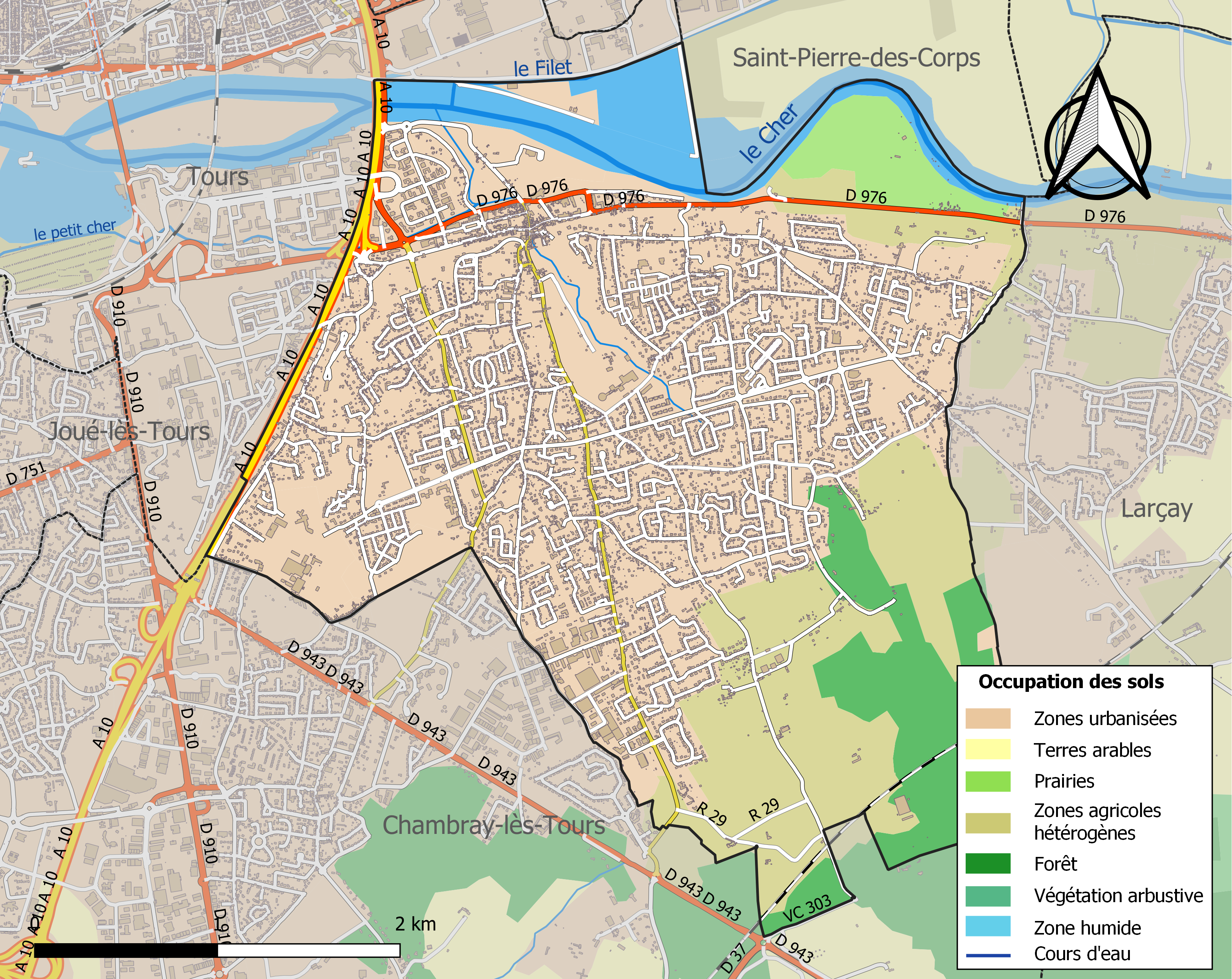
圣阿韦坦土地利用情况地图

圣阿韦坦是图尔的一个近郊卫星城。截至2024年3月，圣阿韦坦市镇范围内共有各类用人单位（包含自雇）2,289家，平均历史为15年，其中98.67%为中小型企业（PME），2024年1月至3月间，当地的经济活力指数为0.66%。（建筑监测）、（电气安装）及（医疗运输）是当地2021年营业额最高的三个企业，分别为22,933,746欧元、12,421,801欧元和9,390,416欧元。

## 财政与居民收入
2022年，圣阿韦坦的财政收入总额为16,853,900欧元，财政支出总额为16,147,100欧元，当年的债务总额为3,416,320欧元。2022年，圣阿韦坦市镇通过增值税获得496,350欧元的收入，此外当地还共获得了683,060欧元的国家直接财政补助。
| 圣阿韦坦居民收入情况                             | 圣阿韦坦居民收入情况 | 圣阿韦坦居民收入情况  | 圣阿韦坦居民收入情况 |
| 内容                                             | 圣阿韦坦             | 法国                  | 统计年份             |
| ------------------------------------------------ | -------------------- | --------------------- | -------------------- |
| 征税家庭总数                                     | 6,343                | 1,081（法国市镇平均） | 2022年               |
| 居民平均月收入                                   | 3,063欧元            | 2,435欧元             | 2022年               |
| 高级职员人均月收入                               | 4,572欧元            | 4,331欧元             | 2021年               |
| 中级职员人均月收入                               | 2,464欧元            | 2,470欧元             | 2021年               |
| 普通职员人均月收入                               | 1,896欧元            | 1,801欧元             | 2021年               |
| 贫困率                                           | 7%                   | 14.5%                 | 2020年               |
| 青壮年（15至64岁）失业率                         | 8.1%                 | 7.4%                  | 2020年               |
| 征税家庭数量占比                                 | 61.4%                | 45.5%                 | 2020年               |
| 家庭年均纳税                                     | 5,589欧元            | 4,393欧元             | 2022年               |
| 资料来源：INSEE、L'Internaute、Le Journal du Net |                      |                       |                      |

## 社会事务

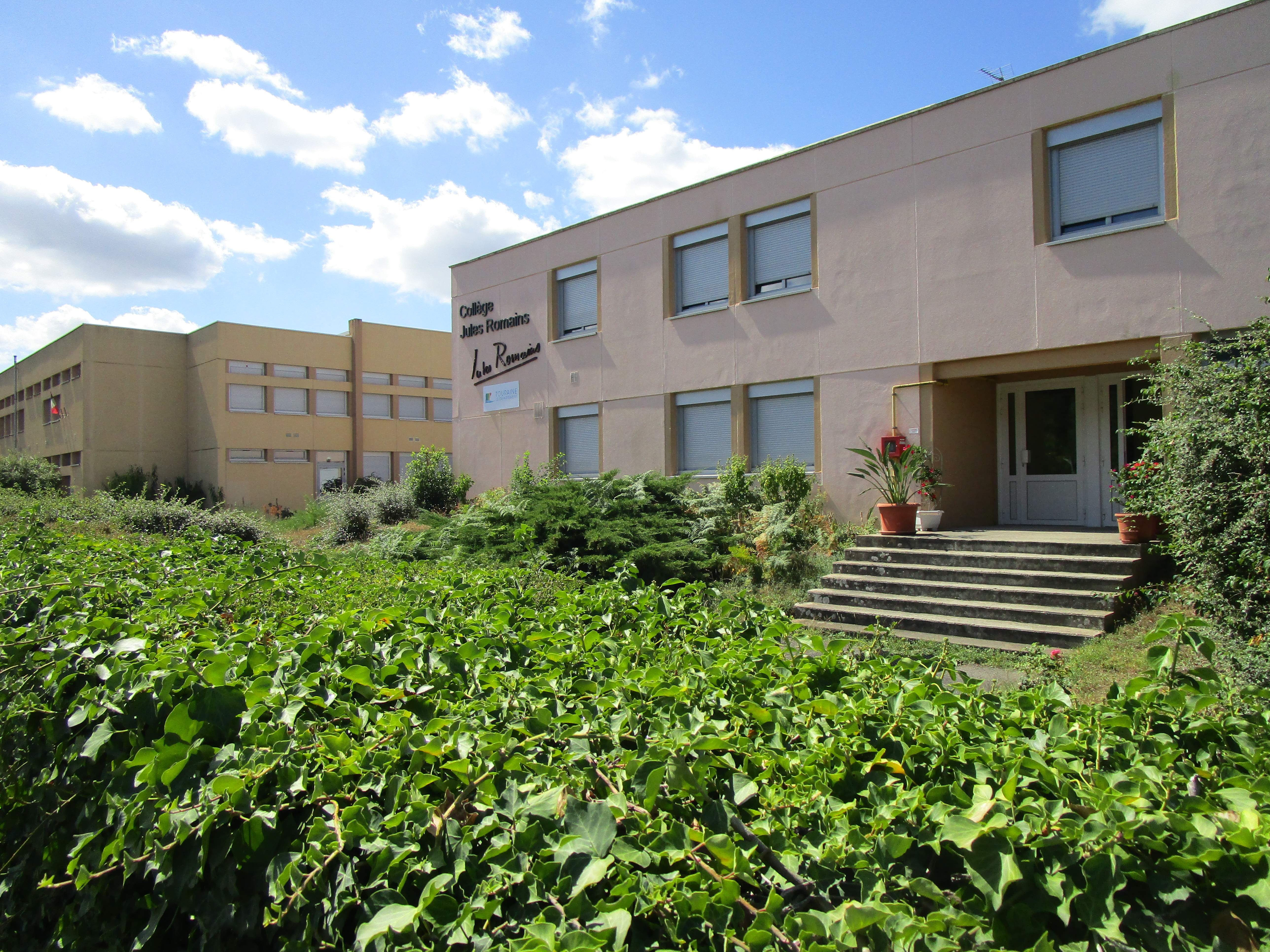
圣阿韦坦的一所初级中学

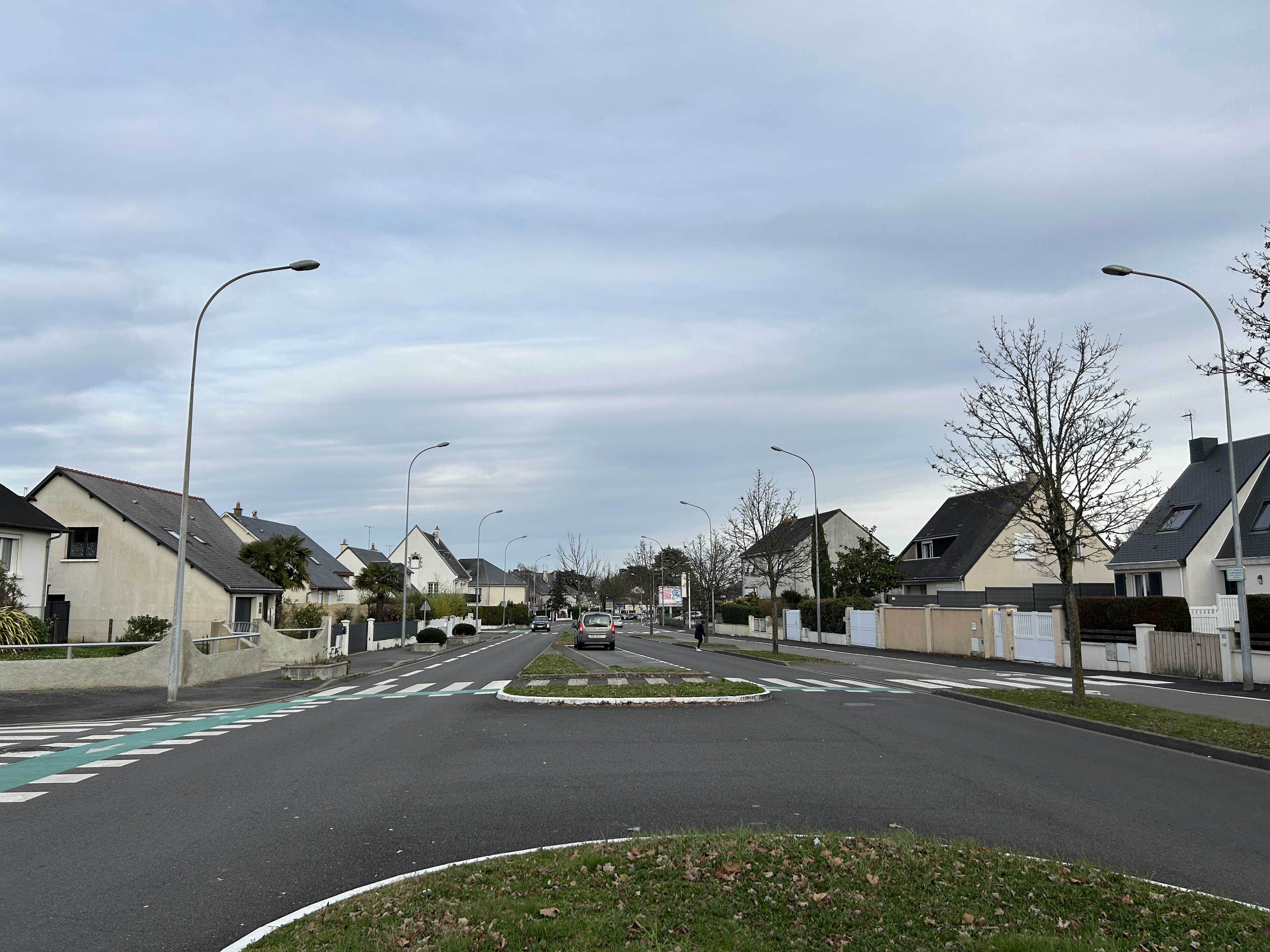
戴高乐将军街

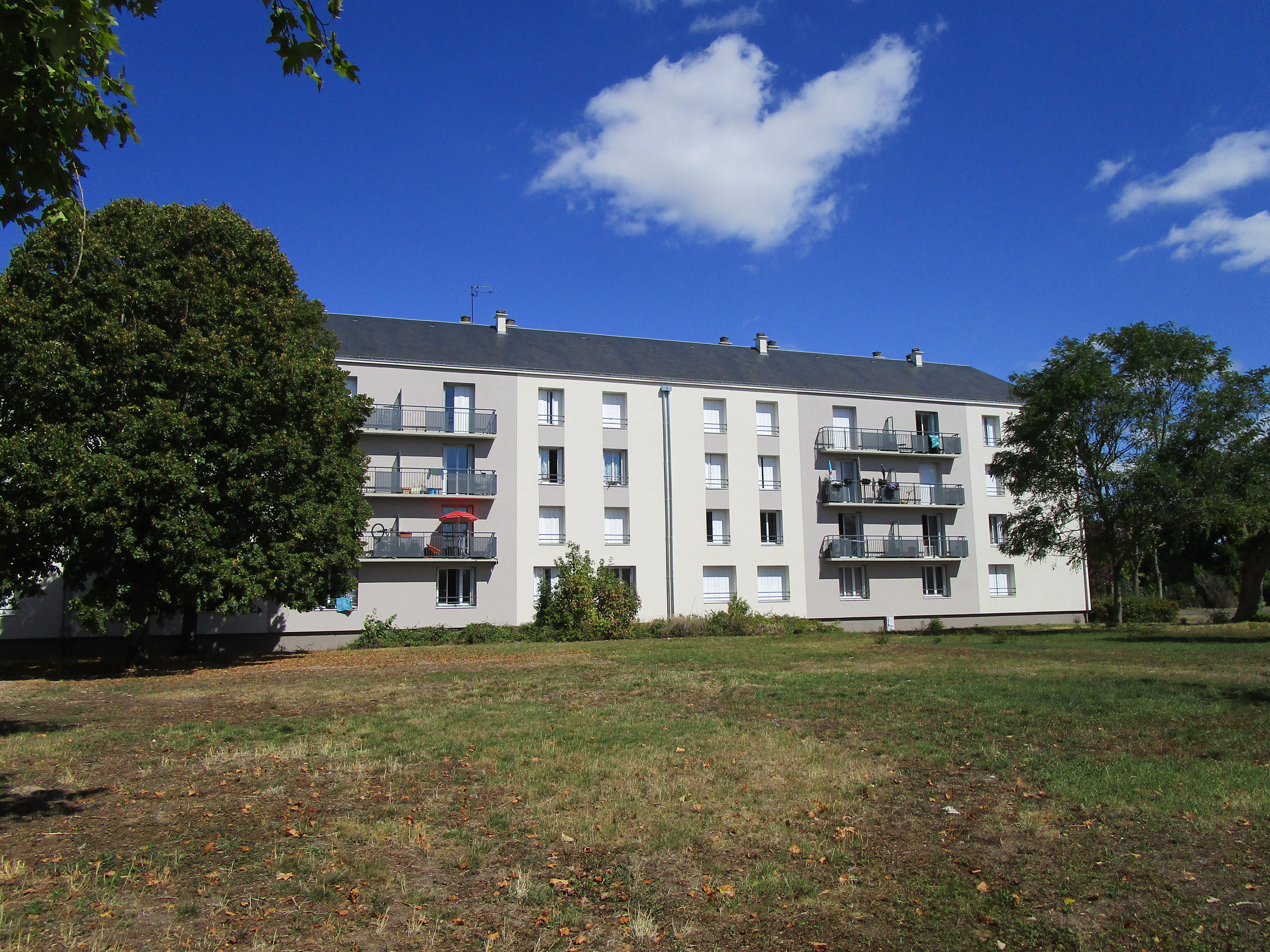
一处民居

### 教育
圣阿韦坦属于奥尔良-图尔学区。截至2021年1月1日，圣阿韦坦境内共有1所幼儿园、5所小学和1所初级中学。2021至2022学年度，圣阿韦坦境内共有在校中等教育阶段学生617名。

### 医疗
截至2021年1月1日，圣阿韦坦境内共有全科医生18名、保健师28名、牙医8名、护士12名、皮肤科医生3名、助产士3名、儿科医生1名和妇科医生2名。境内共有药房5家、养老院2家。
距离圣阿韦坦最近的区域性医疗机构为图尔大学区域中心医院，后者也是法国的一个大学教学医院，其下属的特鲁索医院（Hôpital Trousseau）位于尚布赖莱图尔市区东北部，距离圣阿韦坦市区的正常车程大约7分钟，该院设有床位567个。

### 住房
2020年，圣阿韦坦境内共有各类住房7,285套，其中68.5%为独立式住宅，31.3%为集中式住宅。常住房屋占圣阿韦坦市镇范围内居民建筑总量的92.8%。
在住房保障政策方面，2022年，圣阿韦坦境内共有710户家庭获得了住房经济补助，受益人数占总人口数量的4.7%，其中690份为房租补助。

### 商业
2021年，圣阿韦坦境内共有各类实体商铺238家，其中餐厅20家、大型超市2家、杂货店2家、面包房7家、肉铺2家、书店1家、装饰品店2家、银行门店8家、美容美发店17家、汽车维修店19家。圣阿韦坦镇中心南部建有一家欧尚便民超市，市区西部则有一家Lidl超市。

### 体育
2021年，圣阿韦坦境内共有1家游泳池、4间体育馆、11处网球场、3处足球或橄榄球场以及3处篮球或排球场。
截至2024年3月，圣阿韦坦境内共有两家注册足球俱乐部。圣阿韦坦体育足球俱乐部（Saint Avertin Sport Football，编号511974）是当地的代表性足球队，其主队2023至2024赛季参加安德尔-卢瓦尔省足球联赛丙组（法国第十一级别），其主场为莱格朗尚球场（Stade des Grands Champs）。

### 环境
圣阿韦坦的环境事务由其所属的图尔-卢瓦尔河谷都会区联合各级政府协调负责。2021年，圣阿韦坦境内暂无污染企业。

### 治安
圣阿韦坦及其附近的共6个市镇是图尔警区（zone police de Tours）的管辖范围。2020年，该警区累计记录各类案件13,006起，其中盗窃类案件7,459起，经济类案件2,089起，毒品交易类案件496起。

## 文化

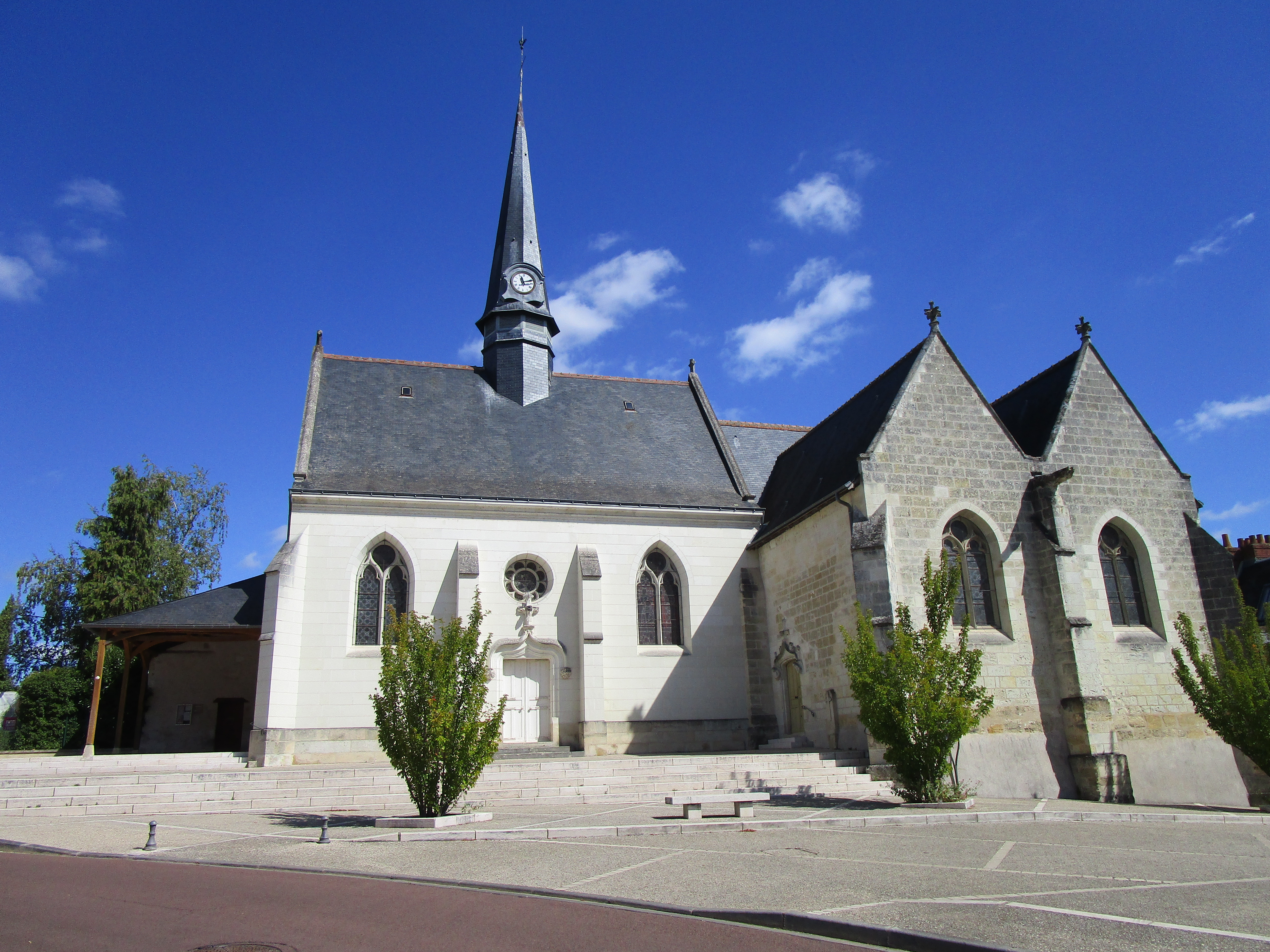
圣阿韦坦教堂

2021年，圣阿韦坦境内暂无任何文化设施。圣阿韦坦境内建有米歇尔·塞尔多媒体中心（Médiathèque Michel Serres），每周二、三、五向公众开放。

### 建筑
圣阿韦坦境内有多处历史建筑，其中格朗库尔庄园为法国国家文物保护单位，圣阿韦坦教堂（Église Saint-Avertin de Saint-Avertin）则是当地的地标性建筑物。

### 旅游
圣阿韦坦的旅游事务由其所属的图尔-卢瓦尔河谷都会区联合各级政府协调负责。2023年，圣阿韦坦境内共有3家酒店共计121间房间；另有1个露营地，可容纳共114辆露营车。

### 媒体
法国主要的媒体均可在圣阿韦坦接收，法国电视三台下属的中央-卢瓦尔河谷大区频道在部分时段播出圣阿韦坦所在安德尔-卢瓦尔省的地方新闻。图尔卢瓦尔河谷电视台、《中西部新共和国报》、蓝色法兰西图赖讷广播等是当地的主要地方性媒体。

## 相关人物
法国图书出版师克里斯托夫·普朗坦出生于圣阿韦坦。

## 友好城市
截至2024年3月，圣阿韦坦共与四座城市建立了友好城市关系：
- 葡萄牙 蒙丁迪巴什图（2003年）
- 匈牙利 毛尔通瓦沙尔（2004年）
- 爱尔兰 基拉尼（2008年）
- 德国 拜恩富特（2019年）